# Giovanni Nobili
Giovanni (John) Nobili (Roma, 28 aprile 1812 – Santa Clara, 1º marzo 1856) è stato un gesuita e missionario italiano, noto per la sua opera di missionario tra i nativi americani nel territorio della Nuova Caledonia (Canada) e fondatore nel 1851 del Santa Clara College (oggi Santa Clara University) in California.

## Biografia
Nato a Roma nel 1812, ed educato al Collegio Romano, Nobili entra nella Compagnia di Gesù nel novembre 1828. Insegna materie umanistiche in vari collegi dei gesuiti in Italia, inclusa la Pontificia Università Gregoriana di Roma. Ordinato sacerdote nel 1843, chiede di essere inviato come missionario in Nord America. Accompagna padre Pierre-Jean De Smet, SJ nella sua missione nel Canada occidentale, giungendo a Vancouver il 9 gennaio 1844. Per operare al meglio tra le tribù di nativi americani presenti nel territorio impara le loro lingue e costumi e compie numerosi e avventurosi viaggi missionari lungo le coste della Nuova Caledonia.
Nobili rimane nei territori del Canada occidentale fino al 1849, quando è inviato a proseguire la sua attività pastorale in California. Assieme a Padre Michele Accolti, SJ, Nobili si reca dapprima a San Francisco, e quindi a San Jose, dove l'arcivescovo Joseph Sadoc Alemany lo nomina parroco della Missione di Santa Clara, recentemente acquisita dai francescani.
Giunto a Santa Clara, Nobili si prodiga nella cura degli ammalati e dei moribondi durante l'epidemia di colera che colpisce la regione nel 1850. Ma come gesuita la sua missione è prima di tutto di carattere educativo. Già nel 1851 Nobili istituisce una scuola nei locali della missione. Nel 1853 la scuola inizia ad offrire corsi avanzati, divenendo il primo collegio cattolico in California, e il suo nome è cambiato in Santa Clara College (conosciuto oggi come Santa Clara University). Nel novembre 1854 Nobili accoglie al suo arrivo in California il confratello Antonio Maraschi che l'anno successivo fonderà un secondo collegio a San Francisco, il Saint Ignatius College (oggi conosciuto come University of San Francisco). Giovanni Nobili e Antonio Maraschi entrano così a far parte di quella ristretta schiera di religiosi italiani che nell'Ottocento fondano istituti di studi superiori in Nord America, da Giovanni Antonio Grassi, presidente dell'Università di Georgetown a Washington nel 1812-17, a Giuseppe Cataldo, fondatore nel 1887 dell'Università Gonzaga a Spokane.
Durante il suo mandato come presidente del Santa Clara College, Nobili promuove la costruzione del nuovo edificio scolastico, del dormitorio (1854), della palestra (1855), e di una piccola cappella gotica (1856). Si preoccupa di fornire il College con le più moderne attrezzature didattiche allora disponibili in California.
Mentre sovrintende alla costruzione della cappella, nel febbraio 1856, Nobili si ferisce accidentalmente al piede con un chiodo. La ferita si infetta e Nobili muore di tetano a Santa Clara il primo giorno del mese di marzo. L'arcivescovo Alemany presiede la messa funebre e il corpo di Nobili è sepolto presso l'altare della cappella ancora incompiuta.
Una strada a Santa Clara (Nobili Avenue) e un edificio della Santa Clara University (Nobili Residence Hall) sono intitolati alla sua memoria.